# Фюлле, Райнер
Ра́йнер Па́уль Фю́лле (нем. Reiner Paul Fülle; 26 декабря 1938, Цвиккау, Саксония — 9 октября 2010) — агент Главного управления разведки МГБ ГДР.

## Биография
Родом из Цвиккау, Райнер Фюлле работал бухгалтером в научно-исследовательском центре в Карлсруэ. Во время одного из визитов к родственникам в Тюрингии Фюлле был завербован во внештатные сотрудники МГБ ГДР и под псевдонимом «Клаус» передавал в ГДР преимущественно информацию о технологиях переработки отработавшего ядерного топлива.
19 января 1979 года Фюлле был арестован на основании показаний бежавшего на Запад офицера МГБ ГДР Вернера Штиллера. На следующий день во время перевозки на допрос из Карлсруэ в Бонн Фюлле удалось бежать, когда сопровождавший его сотрудник уголовной полиции поскользнулся на льду. Вопреки служебной инструкции Фюлле конвоировал только один человек и на арестованном не было наручников. Фюлле целый день прятался в музее Кунстхалле Карлсруэ, затем ему удалось выехать в Баден-Баден, откуда при содействии советской военной миссии был переправлен в ГДР в деревянном ящике через пограничный переход в Херлесхаузене. Западные СМИ прозвали Фюлле за его побег «шпионом в гололёд».
В качестве вознаграждения за то, что впоследствии Фюлле долгое время снабжал Кёльн материалами об аппарате службы безопасности ГДР, Федеральная служба защиты конституции Германии провела для его переброски на Запад операцию «Вероника». С поддельными документами на имя Германа Зандера и авиабилетом по маршруту Будапешт—Афины—Франкфурт-на-Майне Фюлле вернулся в ФРГ 5 сентября 1981 года. Верховный земельный суд в Штутгарте приговорил его к шести годам лишения свободы за государственную измену.